# 触らぬキミに祟りなし
『触らぬキミに祟りなし』（さわらぬキミにたたりなし）はMOSHIMOの2枚目のミニアルバム。2017年5月10日にラストラム・ミュージックエンタテインメントから発売された。

## 概要
前作『命短し恋せよ乙女』から約1年ぶりのアルバムリリースとなった。収録曲「めくりめく夏の思い出」は、改名直後にライブ会場限定の自主制作シングルとしてリリースした楽曲である。
アルバムのリリースを記念して、「タワーレコード名古屋パルコ店   西館1Fイベントスペース」にてミニライブとサイン会が行われた。
表題曲は、2018年3月21日に発売された1stフルアルバム『圧倒的少女漫画ストーリー』にも収録されている。

## 収録内容
| 全作詞・作曲: 岩淵紗貴・一瀬貴之。 |                          |                      |                      |         |      |
| #                                  | タイトル                 | 作詞                 | 作曲・編曲           | 編曲    | 時間 |
| 1.                                 | 「触らぬキミに祟りなし」 | 岩淵紗貴 ・ 一瀬貴之 | 岩淵紗貴 ・ 一瀬貴之 | MOSHIMO | 3:49 |
| 2.                                 | 「赤いリンゴ」           | 岩淵紗貴 ・ 一瀬貴之 | 岩淵紗貴 ・ 一瀬貴之 | MOSHIMO | 4:22 |
| 3.                                 | 「この恋の結末」         | 岩淵紗貴 ・ 一瀬貴之 | 岩淵紗貴 ・ 一瀬貴之 | MOSHIMO | 4:45 |
| 4.                                 | 「ポテトサラダ」         | 岩淵紗貴 ・ 一瀬貴之 | 岩淵紗貴 ・ 一瀬貴之 | MOSHIMO | 4:10 |
| 5.                                 | 「めくりめく夏の思い出」 | 岩淵紗貴 ・ 一瀬貴之 | 岩淵紗貴 ・ 一瀬貴之 | MOSHIMO | 4:03 |
| 6.                                 | 「途切れないように」     | 岩淵紗貴 ・ 一瀬貴之 | 岩淵紗貴 ・ 一瀬貴之 | MOSHIMO | 5:31 |
| 7.                                 | 「花束」                 | 岩淵紗貴 ・ 一瀬貴之 | 岩淵紗貴 ・ 一瀬貴之 | MOSHIMO | 3:34 |
| 8.                                 | 「てんてこまい」         | 岩淵紗貴 ・ 一瀬貴之 | 岩淵紗貴 ・ 一瀬貴之 | MOSHIMO | 2:59 |